# يواخيم شتادلر
يواخيم شتادلر (بالألمانية: Joachim Stadler)‏ (15 يناير 1970 في ألمانيا - ) هو لاعب كرة قدم ألماني في مركز الدفاع. لعب مع بوروسيا مونشنغلادباخ ونادي آوغسبورغ ونادي كايزرسلاوترن ونادي باناتشايكي ‏ ونادي أكراتيتوس ‏ و.

## وصلات خارجية
- يواخيم شتادلر على موقع قاعدة بيانات كرة القدم.إي يو (الإنجليزية)
- يواخيم شتادلر على موقع بيانات كرة القدم. دي إي (الألمانية)
- يواخيم شتادلر على موقع عالم كرة القدم.نت (الإنجليزية)